# Lijst van spelers van het Salvadoraans voetbalelftal
Deze lijst van spelers van het Salvadoraanse voetbalelftal geeft een overzicht van alle voetballers die minimaal dertig interlands achter hun naam hebben staan voor El Salvador. Vetgedrukte spelers zijn in 2013 nog voor de nationale ploeg uitgekomen.

## Overzicht
- Bijgewerkt tot en met interland tegen  Verenigde Staten (5-1) op 21 juli 2013 in Baltimore

| Naam speler              | Debuut           | Laatst            | Interlands | Goals |
| ------------------------ | ---------------- | ----------------- | ---------- | ----- |
| Ramón Fagoaga            | ??               | 19 juni 1982      | 105        | 0     |
| Luis Ricardo Mora        | ??               | 23 juni 1982      | 89         | 0     |
| Alfredo Pacheco          | 19 januari 2003  | 23 mei 2013       | 83         | 7     |
| Dennis Alas              | 17 januari 2003  | 17 oktober 2012   | 81         | 3     |
| Marvin González          | 17 januari 2003  | 6 juni 2011       | 81         | 1     |
| Osael Romero             | ??               | 21 juli 2013      | 78         | 16    |
| Ramón Sánchez            | ??               | 12 september 2012 | 78         | 2     |
| Rudis Corrales           | 25 mei 2001      | 7 augustus 2011   | 77         | 17    |
| Jorge Humberto Rodríguez | ??               | 17 november 2004  | 71         | 9     |
| Eliseo Quintanilla       | ??               | 13 oktober 2012   | 69         | 15    |
| Mauricio Cienfuegos      | 29 maart 1988    | 9 februari 1998   | 68         | 8     |
| Juan José Gómez          | 29 februari 2000 | 3 september 2011  | 63         | 0     |
| Víctor Velázquez         | 15 november 2000 | 18 februari 2007  | 61         | 3     |
| Jaime Rodríguez          | ??               | 23 juni 1982      | 50         | 2     |
| Manuel Salazar           | ??               | 12 oktober 2010   | 50         | 0     |
| Mágico González          | ??               | 23 juni 1982      | 48         | 41    |
| Ronald Cerritos          | ??               | 27 maart 2008     | 47         | 12    |
| Christian Castillo       | ??               | 27 januari 2013   | 47         | 3     |
| Deris Umanzor            | 16 februari 2000 | 30 maart 2011     | 45         | 2     |
| Miguel Montes            | 24 mei 2004      | 20 juni 2011      | 43         | 0     |
| Gilberto Murgas          | ??               | 16 februari 2007  | 40         | 4     |
| Luis Anaya               | ??               | 7 oktober 2011    | 38         | 4     |
| Xavier García            | ??               | 21 juli 2013      | 38         | 1     |
| Víctor Turcios           | ??               | 21 juli 2013      | 38         | 1     |
| Rodolfo Zelaya           | 23 april 2008    | 21 juli 2013      | 37         | 17    |
| Salvador Coreas          | ??               | 11 oktober 2009   | 35         | 0     |
| Alexander Escobar        | ??               | 3 september 2011  | 35         | 0     |
| José Orlando Martínez    | ??               | 29 maart 2009     | 34         | 2     |
| Mardoqueo Henríquez      | 7 juni 2007      | 21 juli 2013      | 34         | 0     |
| Jaime Alas               | ??               | 21 maart 2013     | 33         | 6     |
| Rafael Burgos            | ??               | 21 juli 2013      | 32         | 10    |
| Shawn Martín             | 13 oktober 2007  | 7 augustus 2011   | 31         | 4     |

FSF · A-internationals · Selecties · Bondscoaches · Statistieken · Salvadoraans vrouwenelftal ·  
Olympisch elftal · El Salvador U21 · El Salvador U19 · El Salvador U17
1920 – 1929 · 
1930 – 1939 · 
1940 – 1949 · 
1950 – 1959 · 
1960 – 1969 · 
1970 – 1979 · 
1980 – 1989 · 
1990 – 1999 · 
2000 – 2009 · 
2010 – 2019 ·
2020 − 2029
Gold Cup 1991 · 
Gold Cup 1993 · 
Gold Cup 1996 · 
Gold Cup 1998 · 
Gold Cup 2000 · 
Gold Cup 2002 · 
Gold Cup 2003 · 
Gold Cup 2005 · 
Gold Cup 2007 · 
Gold Cup 2009 · 
Gold Cup 2011 · 
Gold Cup 2013
WK 1970 · 
WK 1982
OS 1968
1921 · 
1922–1927 · 
1928 · 
1929 · 
1930 · 
1931–1934 · 
1935 · 
1936–1937 · 
1938 · 
1939–1940 · 
1941 · 
1942 · 
1943 · 
1944–1945 · 
1946 · 
1947 · 
1948 · 
1949 · 
1950 · 
1951–1952 · 
1953 · 
1954 · 
1955 · 
1955–1960 · 
1961 · 
1962 · 
1963 · 
1964 · 
1965 · 
1966 · 
1967 · 
1968 · 
1969 · 
1970 · 
1971 · 
1972 · 
1973 · 
1974 · 
1975 · 
1976 · 
1977 · 
1978 · 
1979 · 
1980 · 
1981 · 
1982 · 
1983 · 
1984 · 
1985 · 
1986 · 
1987 · 
1988 · 
1989 · 
1990 · 
1991 · 
1992 · 
1993 · 
1994 · 
1995 · 
1996 · 
1997 · 
1998 · 
1999 · 
2000 · 
2000 · 
2001 · 
2002 · 
2003 · 
2004 · 
2005 · 
2006 · 
2007 · 
2008 · 
2009 · 
2010 · 
2011 · 
2012 · 
2013 ·
2014 ·
2015 ·
2016 ·
2017 ·
2018 ·
2019 ·
2020 ·
2021 ·
2022 ·
2023
Amerikaanse Maagdeneilanden ·
Anguilla ·
Antigua en Barbuda ·
Argentinië ·
Armenië ·
Aruba ·
Barbados ·
België ·
Belize ·
Bermuda ·
Bolivia ·
Brazilië ·
Canada ·
Chili ·
China ·
Colombia ·
Costa Rica ·
Cuba ·
Curaçao ·
Dominicaanse Republiek ·
Ecuador ·
Estland ·
GOS ·
Grenada ·
Griekenland ·
Guatemala ·
Guyana ·
Haïti ·
Honduras ·
Hongarije ·
IJsland ·
Ivoorkust ·
Jamaica ·
Japan ·
Joegoslavië ·
Kaaimaneilanden ·
Mexico ·
Moldavië · 
Montserrat ·
Nederlandse Antillen ·
Nicaragua ·
Nieuw-Zeeland ·
Panama ·
Paraguay ·
Peru ·
Puerto Rico ·
Qatar ·
Rusland ·
Saint Kitts en Nevis ·
Saint Lucia ·
Saint Vincent en de Grenadines ·
Sovjet-Unie ·
Spanje ·
Suriname ·
Trinidad en Tobago ·
Venezuela ·
Verenigde Staten ·
Zuid-Korea